# Black Widow (Black Widow)
Black Widow è il secondo ed eponimo album in studio del gruppo rock inglese Black Widow, pubblicato nel 1971.

## Tracce
1. Tears & Wine - 8:58
2. The Gypsy - 4:33
3. Bridge Passage - 0:30
4. When My Mind Was Young - 5:12
5. The Journey - 5:52
6. Poser - 7:46
7. Mary Clark - 4:07
8. Wait Until Tomorrow - 3:24
9. An Afterthought - 1:12
10. Legend of Creatio - 5:58